# 馬來西亞—土庫曼關係
馬來西亞－土庫曼關係是指马来西亚与中亚国家土库曼斯坦之間历史上与现代的雙邊關係。双方于1992年5月17日建交，馬來西亞也是最早与土库曼斯坦建立外交關係的國家之一。建交以來兩國高層交往頻繁，各领域来往不断。现今兩國均為伊斯兰合作组织、不結盟運動、77國集團成員國。

## 政治交流
1991年10月27日，土库曼斯坦宣佈獨立後，馬來西亞政府于翌年5月17日给予外交承认并建交，此后两国关系友好顺利进展，高层互访不断，1994年，马来西亚首相馬哈迪出访土库曼斯坦。马来西亚政府亦支持土库曼斯坦的永久中立政策。土库曼斯坦总统库尔班古力·别尔德穆哈梅多夫于2016年访问馬來西亞。其后，马哈迪亦于2019年再次访问土库曼。尽管土库曼斯坦因为民主人权状况不佳而受到欧美国家批判，但採取現實主義外交政策的馬來西亞仍然維持著與土库曼历代政權的友好關係。

### 外交代表机构
2011年，马来西亚在土库曼斯坦设立大使馆，为东南亚诸国中首个驻土库曼大使馆，2013年，土库曼斯坦也在吉隆坡建立大使馆，馆务辖区为文莱、泰国、印尼，该大使馆亦代理土库曼在东协的外交利益。

## 经贸合作
马来西亚为土库曼斯坦在经贸投资领域重要的合作伙伴，马来西亚企业在土库曼主要投资油气开发和技术服务产业，馬來西亞國家石油早在1996年就已经投资土库曼斯坦里海海域的油气开发，并建立了石油开采与出口业务链。2011年7月，馬石油更开始投资土库曼斯坦的天然气产业。除了能源领域外，土库曼斯坦也在与马来西亚积极探讨发展化工高科技产业、通信产业、金融业等领域的合作事宜。

## 人文交流

### 文教
馬、土两国曾各自于2015年、2017年在对方国家举办了文化日活动，马来西亚也是土库曼斯坦在高等教育领域重要的合作伙伴，两国高校拥有较为紧密的校际合作关系。

### 旅行与签证

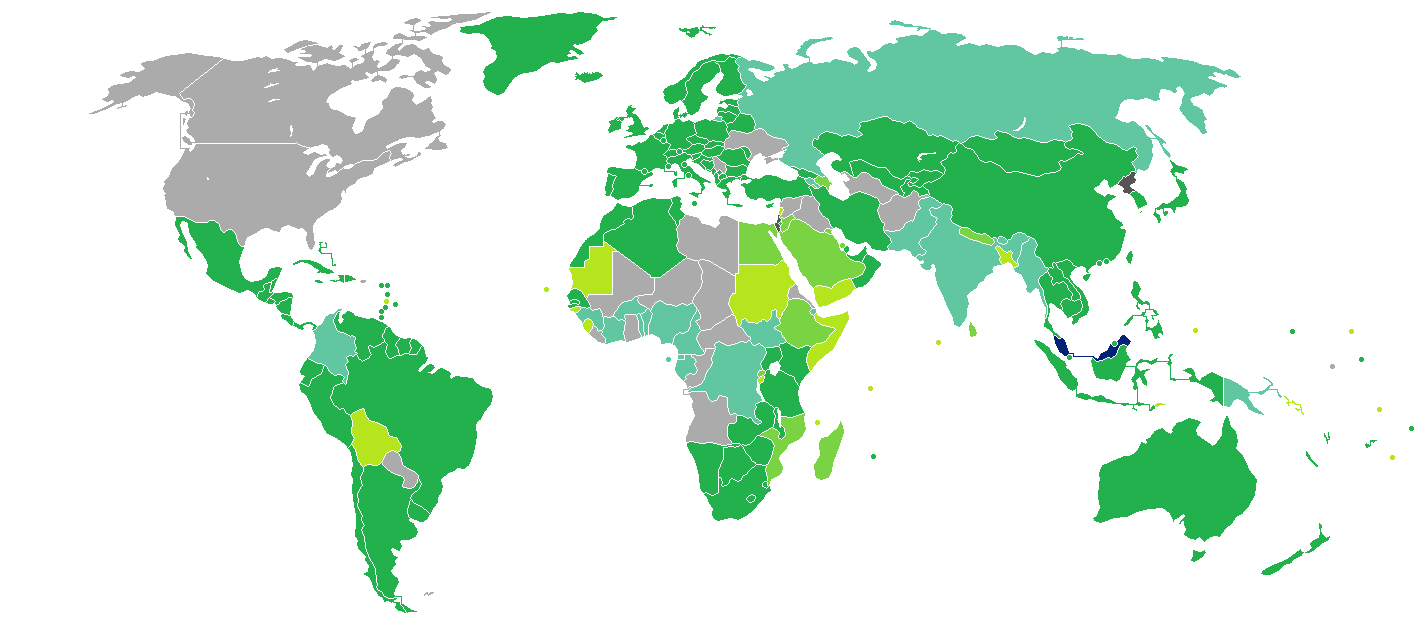
持馬來西亞護照的馬來西亞公民簽證要求分布圖：入境土库曼斯坦需要签证。

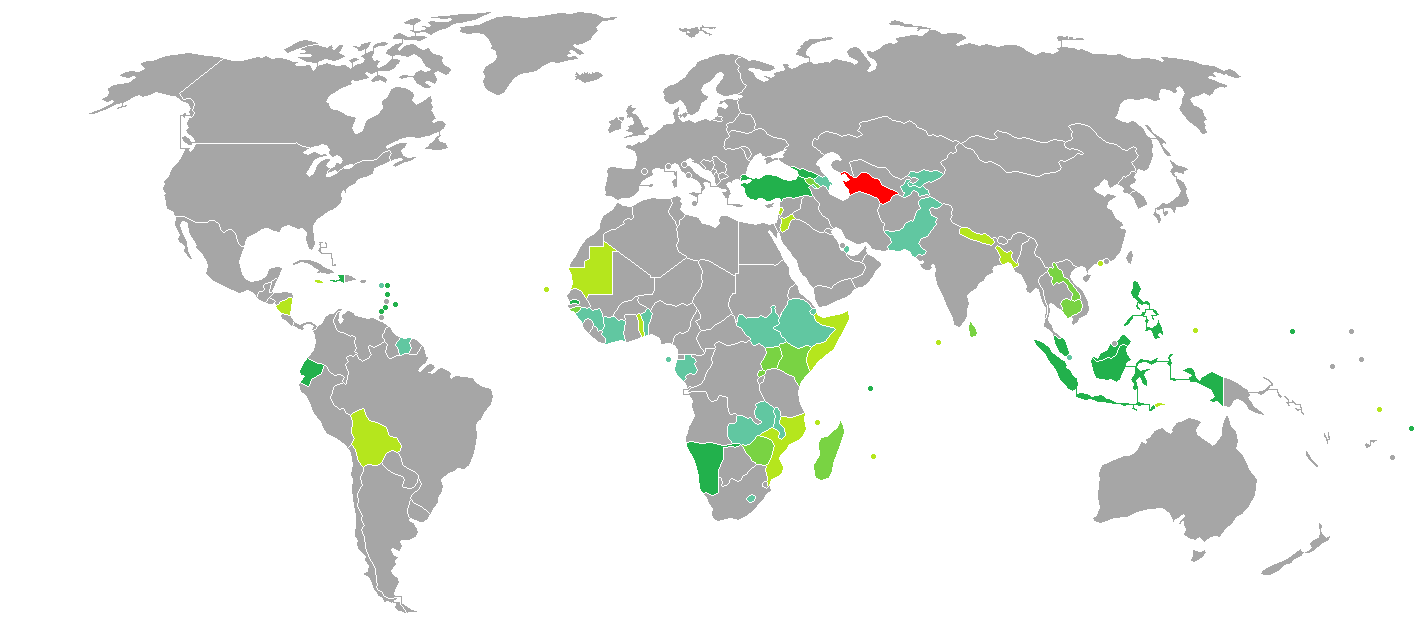
持土库曼斯坦護照的土库曼公民簽證要求分布圖：入境馬來西亞可以免签证。

马来西亚政府单方面给予持土库曼斯坦護照的土库曼公民免签证入境待遇，最多可以停留90天且不得延期。而持馬來西亞護照的馬來西亞公民则必须申请签证方可入境土库曼斯坦。
土库曼斯坦也时常派出旅游代表团前往大馬考察，两国政府亦在此领域签署了合作协议，土库曼斯坦旅游专家也开始研究馬來西亞发展旅游的经验。

## 交通
2015年，土庫曼斯坦航空开通了从阿什哈巴德國際機場直达馬來西亞吉隆坡国际机场的直航航线。

### 网页及新闻报道
- . 德黑兰. 2012-08-31  [2012-08-24]. （原始内容存档于2014-02-08） （英语）. （页面存档备份，存于）
- . 七十七国集团官网.   [2014-08-25]. （原始内容存档于2019-01-07） （英语）. （页面存档备份，存于）
- . 土库曼斯坦外交部.   [2016-03-04]. （原始内容存档于2016-03-04） （英语）. （页面存档备份，存于）
- . 兰州大学土库曼斯坦研究中心.   [2022-11-03]. （原始内容存档于2022-11-06）. （页面存档备份，存于）
- . 越南通讯社.   [2015-06-10]. （原始内容存档于2022-11-06）. （页面存档备份，存于）
- . 关键评论.   [2019-12-25]. （原始内容存档于2022-11-06）. （页面存档备份，存于）
- . 关键评论.   [2019-09-06]. （原始内容存档于2022-11-06）. （页面存档备份，存于）
- . 兰州大学土库曼斯坦研究中心.   [2015-02-13]. （原始内容存档于2022-11-06）. （页面存档备份，存于）
- . 兰州大学土库曼斯坦研究中心.   [2015-02-13]. （原始内容存档于2022-11-06）. （页面存档备份，存于）
- . 兰州大学土库曼斯坦研究中心.   [2016-11-15]. （原始内容存档于2022-11-06）. （页面存档备份，存于）
- (PDF). 中华人民共和国商务部.   [2022-11-06]. （原始内容存档 (PDF)于2022-11-06） （中文（中国大陆））. （页面存档备份，存于）
- . 東方網 馬來西亞東方日報. 2019-10-27  [2019-10-27]. （原始内容存档于2022-05-14） （中文（简体））. （页面存档备份，存于）

## 外部連結
- 中国兰州大学土库曼斯坦研究中心：馬來西亞－土庫曼關係 （页面存档备份，存于）
- 马来西亚驻土库曼斯坦大使馆 （页面存档备份，存于）（马来文） （英文）
- 土库曼斯坦驻马来西亚大使馆 （页面存档备份，存于）（土庫曼文） （英文）